# Лефорт, Пётр Богданович
Барон Пётр Богданович Лефорт (1676—1754) — российский государственный и военный деятель, генерал-лейтенант (1728), племянник Франца Лефорта.

## Биография
Прибыл в Россию по приглашению своего дяди в 1694 году. В 1695 году сопровождал дядю в Первом Азовском походе, в 1697 году участвовал в Великом посольстве сначала в качестве волонтёра, затем в должности секретаря. После смерти дяди в 1699 получил чин полковника, участвовал в Северной войне, в битве при Нарве (1700) попал в плен, где пробыл 6 лет.
По возвращении в армию продолжил военную карьеру, участвовал в осаде Риги (1709-10), в 1712 году получил чин бригадира, с отличием участвовал в Гангутском сражении (1714) и получил из рук Петра I золотую медаль. 

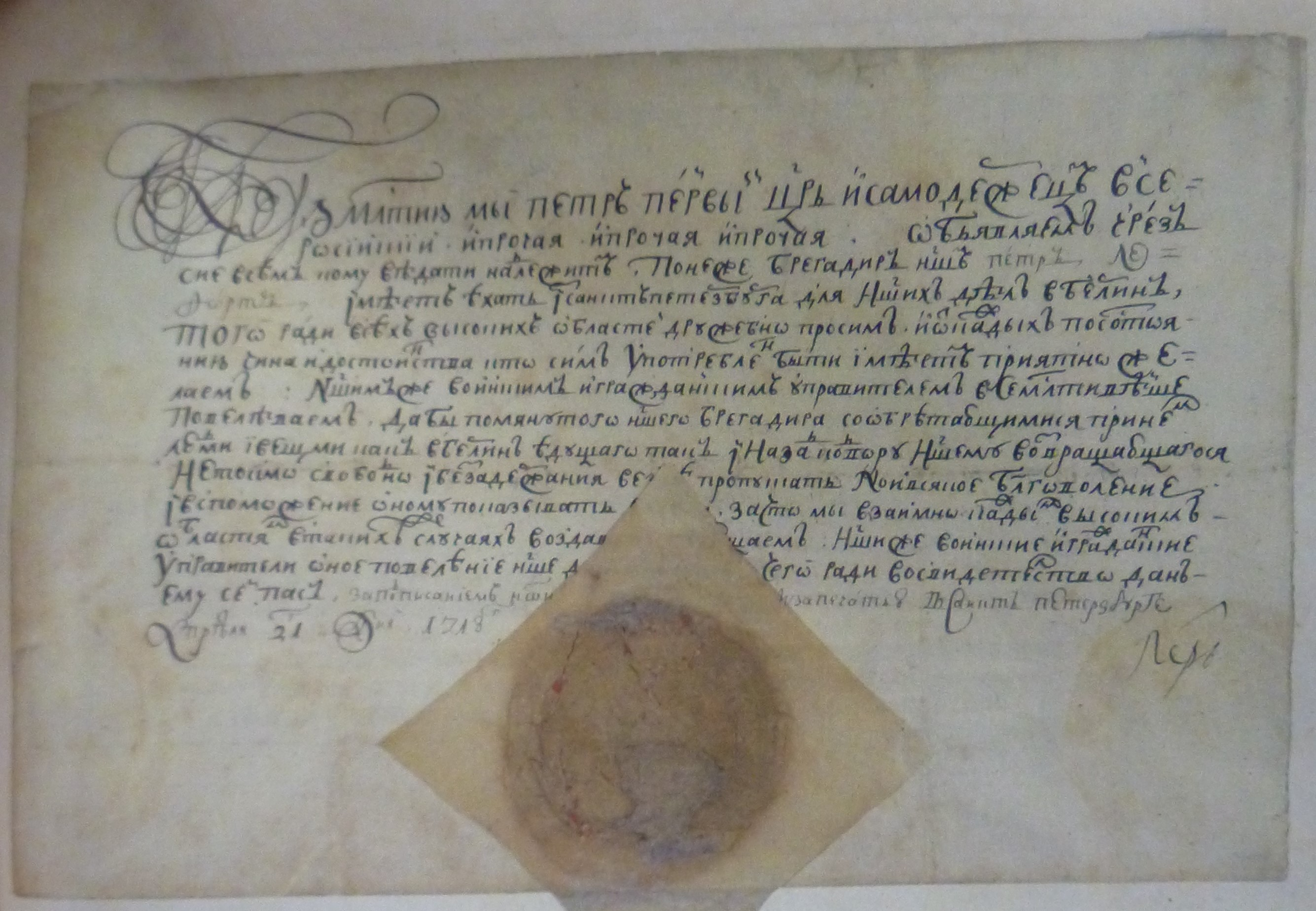
Свидетельство Петра I Петру Лефорту о командировании его в Берлин, 1718 год

В апреле 1718 года направлен с дипломатической миссией к прусскому королю Фридриху Вильгельму I, в апреле 1719 года посетил Швецию с новой дипломатической миссией. Королева Ульрика Элеонора лично приняла Лефорта, но мирного соглашения заключить не удалось и осенью 1719 года Аландский конгресс был закрыт.
В 1721 году получил чин генерал-майора, в 1722 году временно руководил Военной коллегией и занимался подготовкой Персидского похода, в котором позже принял участие.
24 февраля 1728 года по случаю коронации императора Петра II получил чин генерал-лейтенанта, в следующем году стал кавалером ордена Святого Александра Невского .
В начале царствования Анны Иоанновны (1730) командовал войсками в Москве, в 1731 году направлен в Лифляндию заместить Г. Бирона. 22 июля 1732 года назначен командующим Низовым корпусом, однако через несколько дней приказ был отменён, а сам Лефорт впал в опалу и отправлен в отставку. В августе 1733 года покинул Россию и вернулся в Мекленбург.

## Семья
Женат на дочери генерала А. А. Вейде Юстинии. Сын — российский дипломат и обер-церемониймейстер двора Петр Петрович Лефорт.
Его двоюродный брат Иоганн (Жан) Лефорт был саксонским посланником в Санкт-Петербурге (1721-34) и кавалером ордена Святого Александра Невского (1726).